# Ips amitinus
Ips amitinus là một loài côn trùng trong họ Curculionidae. Loài này được Eichhoff miêu tả khoa học đầu tiên năm 1872.
Đây là loài gây hại của cây Picea abies, phát triển phổ biến ở Romania.